# Marc Calpurni Bíbul
Marc Calpurni Bíbul (en llatí Marcus Calpurnius Bibulus) va ser un magistrat romà, polític i militar durant el final de la República Romana. Era un important membre de l'aristocràcia romana conservadora, malgrat el seu origen plebeu. Bíbul va ser amic íntim i gendre de l'important polític romà Cató el Jove, casant-se amb la filla d'aquest, Pòrcia Cató.
L'any 59 aC va ser escollit cònsol gràcies al suport de l'Optimat, el partit conservador del Senat romà, compartint el consolat amb el mateix Juli Cèsar.

## Carrera Política
Quan era molt jove, va ser tribú militar i destinat a la ciutat de Mitilene, que s'havia revoltat contra els romans. Allí va coincidir amb Aule Gabini, Juli Cèsar i Marc Valeri Messal·la, qui més tard es convertirien en els seus enemics polítics.
Durant l'assalt a la ciutat, Cèsar es va distingir per la seva habilitat dirigint les seves tropes, guanyant-se la Corona cívica i l'entrada automàtica al Senat. Això li va guanyar l'enveja de Bíbul, qui no havia realitzat cap acció digna de ser mencionada durant la batalla.
Després d'això, Bíbul va entrar a formar part de l'Optimat, facció conservadora del Senat liderada en aquella època per Quint Lutaci Catul i que comptava entre els seus membres amb Cató, Luci Domici Aenobarb i Quint Cecili Metel Pius Escipió.
Bíbul i Cèsar tenien aproximadament la mateixa edat i van coincidir alhora en alguns càrrecs polítics. Tots dos van ser escollits edil curul l'any 65 aC, mostrant molt poca cooperació degut a la seva gran enemistat. De nou, durant uns jocs que van organitzar mentre exercien el càrrec, la popularitat de Cèsar va quedar molt per damunt de Bíbul a causa del contrast entre l'espectacularitat dels jocs de Cèsar i la modesta aportació de Bíbul.
Tots dos joves van ser pretors el 62 aC i cònsols el 59 aC. Cèsar volia com a col·lega al consolat a Luci Lucei, però com que aquest era partidari de Cèsar i Bíbul era oposat, l'aristocràcia el triava cada vegada com a contrapès, i es gastava molts diners en assegurar la seva elecció. Tot i així durant el seu consolat no va poder fer gaire pel seu partit, i després d'un intent d'oposar-se a la llei Julia agraria de Cèsar, intent frustrat, els aristòcrates es van retirar de l'assemblea, i Bíbul es va retirar a casa seva (va circular la broma de què aquell havia estat només el consolat de Juli i de Cèsar). Va dictar diversos edictes contra Cèsar que només van tenir ressò en el seu partit.
Al final del consolat no li va serassignat cap província i es va estar a Roma. Després, es va oposar a Cèsar i a Pompeu a qui va aconsellar (56 aC) no restablir a Ptolemeu XII Auletes Neo-Dionisi (80-58 aC i 55-51 aC) com a rei d'Egipte.
En l'enfrontament entre Cèsar i Pompeu, Bíbul va donar suport a Pompeu i va proposar que fos elegit cònsol únic el 52 aC, per superar l'anarquia que havia provocat la mort de Publi Clodi Pulcre.

## Guerra contra Cèsar
Al 51 aC, d'acord amb la nova llei de Pompeu que establia que els futurs cònsols i pretors no tindrien una província assignada fins passats cinc anys del final de la seva magistratura i que els magistrats de rang consolar o pretorià que no havien tingut província en podrien demanar una, Bíbul va rebre la província de Síria com a procònsol, al mateix temps que Ciceró rebia Cilícia. Poc abans d'arribar a Síria, els parts van creuar l'Eufrates, però van ser expulsats per Gai Cassi, el proqüestor i Bíbul ja es va trobar el seu govern segur quan va arribar, però tot i així li va ser concedit pel senat un agraïment de 20 dies. Ciceró no va parar de dir als seus amics i de pregonar arreu que Bíbul no havia tingut part en la victòria. Encara que es va rumorejar que els parts tornarien, van estar anys sense acostar-se.
Bíbul va deixar la província amb la fama d'haver-la administrat amb integritat i zel, però es va guanyar l'enemistat dels soldats quan va atribuir-se victòries en les que no havia participat. Els legionaris fins i tot van arribar a assassinar els fills de Bíbul quan aquests intentaven tornar a reclutar als soldats veterans establerts a Egipte.
Després d'aquest fet, Bíbul va tornar a Grècia, des d'on va rebre a la resta de membres de l'Optimat quan aquests van fugir d'Itàlia un cop esclatada la Segona guerra civil. Gneu Pompeu Magne, líder del seu partit, el va fer comandant de la seva flota a la mar Jònica, per vigilar el mar Adriàtic i impedir el pas de Cèsar a Grècia. Malgrat la seva inexperiència militar, Bíbul va resultar ser un bon almirall i va bloquejar a Cèsar, a qui li va costar molts esforços poder eludir la seva vigilància. Bíbul amb uns 30 vaixells va tornar a Itàlia. Va poder desembarcar algunes tropes però no gaires, i els tripulants van patir fred i manca de menjar i agua perquè Cèsar els impedia desembarcar. Bíbul va arribar a cremar tres dels vaixells.
Bíbul va caure malalt i va morir al començament de l'any 48 aC prop de Còrcira.
Dels seus fills amb Pòrcia (que després va ser la dona de Marc Juni Brut), dos van morir a Egipte el 50 aC a mans dels soldats de Gabini, i quan Cleòpatra va enviar més tard al pare els assassins dels seus fills, els va deixar anar dient que el càstig corresponia al senat i no a ell.